# Con cái

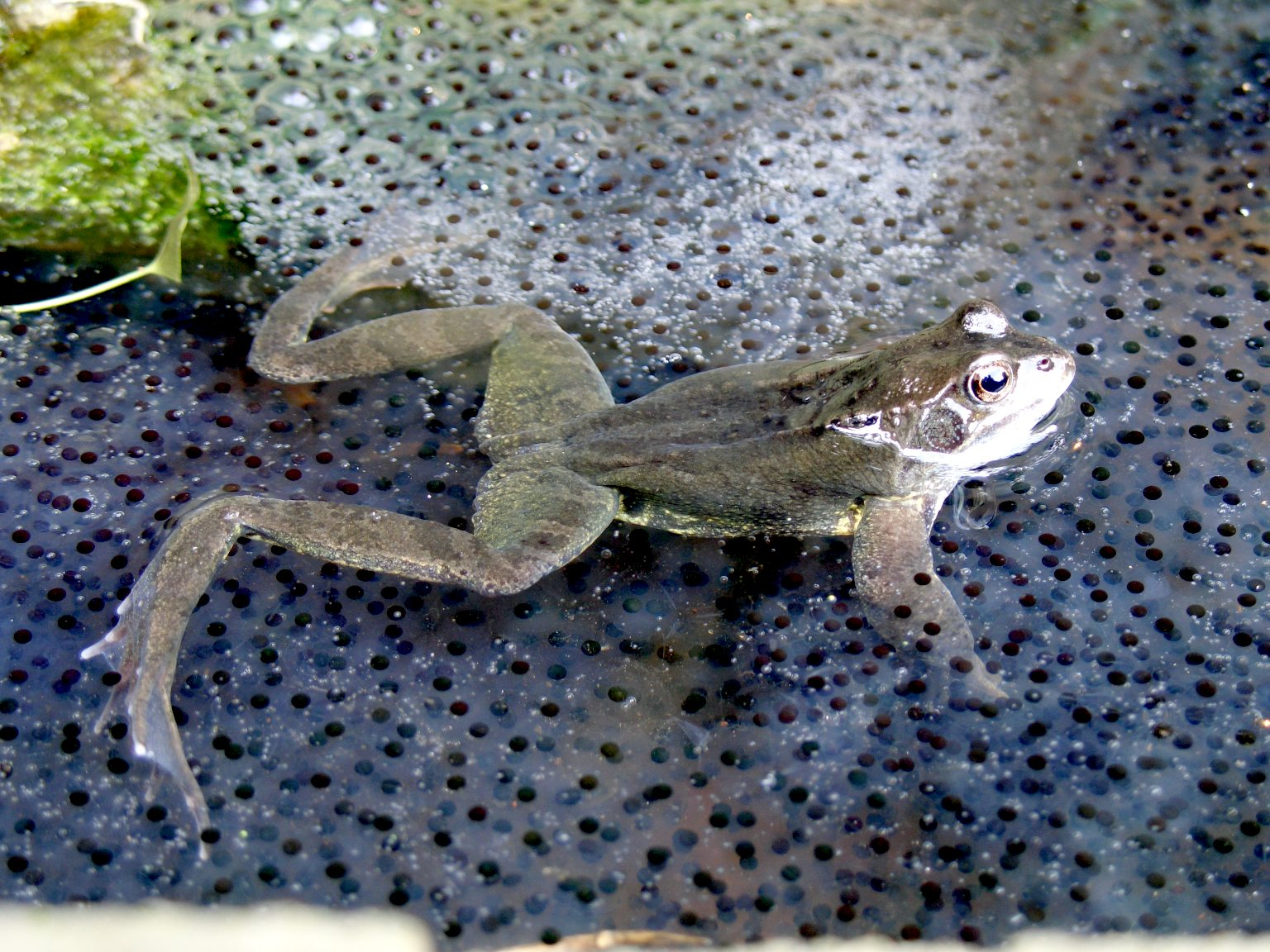
Một con ếch trong bộ không đuôi

Trong sinh học, con cái là con non được sinh ra từ các sinh vật sống, được sinh ra bởi một sinh vật duy nhất hoặc, trong trường hợp sinh sản hữu tính, hai sinh vật. Tập hợp các con non sinh ra cùng lúc có thể được biết đến như một lứa hoặc thế hệ một cách tổng quát hơn. Điều này có thể đề cập đến một tập hợp con cái đồng thời, chẳng hạn như gà con nở ra từ một ổ trứng hoặc cho tất cả con cái, như với ong mật.
Con cái của con người (con cháu) được gọi là trẻ em (không liên quan đến tuổi, do đó người ta có thể nói đến "trẻ vị thành niên" hoặc "trẻ em trưởng thành" hoặc "trẻ sơ sinh" hoặc "trẻ em vị thành niên" tùy theo độ tuổi); con đực là con trai và con cái là con gái (xem họ hàng và con cháu). Con cái có thể được tạo ra sau khi giao phối hoặc sau khi thụ tinh nhân tạo.
Con cái chứa nhiều bộ phận và tính chất chính xác và rõ ràng trong những gì chúng bao gồm và những gì chúng xác định. Là con đẻ của một loài mới, còn được gọi là thế hệ con hoặc F1, bao gồm các gen của cha và mẹ, còn được gọi là thế hệ cha mẹ. Mỗi đứa con này chứa rất nhiều gen có mã hóa cho các nhiệm vụ và tính chất cụ thể. Cả cha và mẹ đều đóng góp như nhau vào kiểu gen của con cái, trong đó giao tử và hình thành. Một khía cạnh quan trọng của sự hình thành con cái là nhiễm sắc thể, là cấu trúc của DNA chứa nhiều gen.
Để tập trung nhiều hơn vào con cái và kết quả của sự hình thành thế hệ F1, là một di truyền gọi là liên kết giới tính, là một gen nằm trên nhiễm sắc thể giới tính và kiểu hình của các di truyền này khác nhau ở cả nam và nữ. Lời giải thích chứng minh lý thuyết về con cái có gen từ cả hai thế hệ bố mẹ, được chứng minh thông qua một quá trình gọi là lai, bao gồm lấy gen từ nhiễm sắc thể nam và gen từ nhiễm sắc thể nữ, dẫn đến quá trình giảm phân xảy ra, và dẫn đến sự phân chia các nhiễm sắc thể đồng đều. Tùy thuộc vào gen nào được biểu hiện chi phối trong gen sẽ dẫn đến giới tính của con cái. Con cái sẽ luôn cho nhiễm sắc thể X, trong khi con đực, tùy theo tình huống, sẽ cho nhiễm sắc thể X hoặc nhiễm sắc thể Y. Nếu con đực được tạo ra, gen sẽ bao gồm nhiễm sắc thể X và nhiễm sắc thể Y. Nếu hai nhiễm sắc thể X được biểu hiện và tạo ra, nó tạo ra con cái.
Nhân bản vô tính là việc tạo ra một con cái đại diện cho các gen giống hệt như cha mẹ của nó. Nhân bản vô tính sinh sản bắt đầu bằng việc loại bỏ nhân từ trứng, nơi chứa vật liệu di truyền. Để nhân bản một cơ quan, một tế bào gốc sẽ được sản xuất và sau đó được sử dụng để nhân bản cơ quan cụ thể đó. Một quan niệm sai lầm phổ biến về nhân bản là nó tạo ra một bản sao chính xác của cha mẹ được nhân bản. Nhân bản sao chép DNA/ gen của bố mẹ và sau đó tạo một bản sao di truyền. Bản sao sẽ không phải là một bản sao tương tự vì nó sẽ lớn lên trong môi trường xung quanh khác nhau từ cha mẹ và có thể gặp phải những cơ hội và kinh nghiệm khác nhau. Mặc dù chủ yếu là tích cực, nhân bản cũng phải đối mặt với một số thất bại về đạo đức và sức khỏe con người. Mặc dù sự phân chia tế bào và sao chép DNA là một phần quan trọng của sự sống còn, có nhiều bước liên quan và đột biến có thể xảy ra với sự thay đổi vĩnh viễn trong DNA của sinh vật và con của chúng. Một số đột biến có thể tốt vì chúng dẫn đến các giai đoạn tiến hóa ngẫu nhiên có thể tốt cho loài, nhưng hầu hết các đột biến đều xấu vì chúng có thể thay đổi kiểu gen của con cái, có thể dẫn đến những thay đổi gây hại cho loài.